# مارغريت أنطاكية لوزينيان
مارغريت أنطاكية لوزينيان (1244 - 1308، كانت سيدة نبيلة من الدول الصليبية وقد حكمت سيادة صور (لبنان) في مملكة بيت المقدس. كانت عضوًا في عائلة أنطاكية لوزينيان، وتزوجت من جون مونتفورت، سيد صور (لبنان)، وحصلت على حكم المدينة كأرملة عام 1284. وعقدت هدنة مع السلطان المصري المنصور سيف الدين قلاوون وحكمت حتى عام 1291، عندما تنازلت عن السيادة وانتقلت إلى قبرص.

## موقف الأسرة الحاكمة
كانت مارغريت الابنة الأصغر للأميرة القبرصية إيزابيلا من سلالة لوزينيان وهنري، عضو أسرة رامنولفيد التي حكمت إمارة أنطاكية. مثل شقيقها الملك هيو الثالث ملك قبرص، تبنت مارغريت اسم والدتها. قال فرسان صور (لبنان)، الذين كانوا خدم في عام 1268، أنها كانت "جميلة الوجه بشكل خاص" في ذلك الوقت، لكنها أصبحت في وقت لاحق من حياتها "سمينة للغاية" وبدأت تشبه والدها. وفقا للمؤرخ البريطاني ستيفين رونسيمان، اعتبرت مارغريت "أجمل فتاة في جيلها".
أصبح الملك هيو الثالث ملك قبرص، شقيق مارغريت، أيضًا ملكًا على القدس في عام 1268، منهيًا فترة طويلة من غياب ملوك هوهنشتاوفنوالتي تم خلالها عزل مدينة صور (لبنان) من الأراضي الملكية بواسطة فيليب من مونتفورت. ومع ذلك، لم يكن هيو أضعف من أن يتحرك ضد فيليب فحسب، بل كان بحاجة أيضًا إلى مساعدته في الدفاع عن بقايا المملكة ضد سلطنة المماليك المجاورة.
وهكذا توصل الرجلان إلى اتفاق: سيتزوج جون، ابن فيليب، من مارغريت وسيمنح هيو مدينة صور لجون ونسله من مارغريت.
إذا لم يكن للزوجين أطفال، فستعود السيادة إلى الأرض الملكية. قبل فيليب وتنازل عن حكم مدينة صور لابنه. ربما كان هذا الزواج متوقعًا حتى قبل اعتلاء هيو عرش القدس، لكنه تم فقط في عام 1269.

## الحكم
اصبحت مارغريت في 27 نوفمبر 1283. وكان زوجها قد أصيب بمرض النقرس بشدة ولم تنجب منه أولادًا. سمح الملك هيو بانتقال سيادة صور إلى صهرها همفري، لكنه استعادها عندما توفي في 12 فبراير 1284. ثم تم تأكيد لقب مارغريت سيدة صور، بينما توفي شقيقها في مارس.
وقد أوضح السلطان المملوكي المنصور سيف الدين قلاوون نيته مهاجمة الدول الصليبية المتبقية عام 1285. وسرعان ما قررت مارغريت وأخت زوجها إيشيفا إبيلين (سيدة بيروت)، اللتين حكمتا بيروت بمفردهما منذ وفاة همفري، لتأمين هدنة معه. ولا يزال نص معاهدة مارغريت مع قلاوون موجودًا، ووقعته "السيدة الجليلة السيدة مارغريت ابنة السير هنري ابن الأمير بوهيموند الرابع، سيدة صور"، ويعتبر نموذجًا للدبلوماسية المملوكية المبكرة.
في عام 1291، تنازلت مارغريت عن سيادة صور لابن أخيها أمالريك. ثم تقاعدت إلى قبرص، التي يحكمها الآن ابن أخيها الملك هنري الثاني، ودخلت دير سيدة صور في نيقوسيا. توفيت هناك كراهبة في 30 يناير 1308.